# Affray
HMS Affray (Schiffskennung: P421), ein U-Boot der britischen Amphion-Klasse, war das letzte U-Boot der Royal Navy, das auf See verloren ging. Das Boot sank am 16. April 1951 im Ärmelkanal, wobei 75 Menschen ihr Leben verloren. Die Affray wurde in der Endphase des Zweiten Weltkriegs gebaut. Sie war eines von 16 U-Booten ihrer Klasse, die ursprünglich für den Einsatz im Pazifik gegen Japan ausgelegt waren. Alle Schiffe ihrer Klasse erhielten Namen, die mit dem Buchstaben A begannen. Sie war das einzige Schiff der Royal Navy, das nach einem besonders lauten und ungeordneten Kampf benannt wurde (Affray = (Massen-)Schlägerei).

## Geschichte

### Frühe Geschichte
Das Boot wurde am 16. Januar 1944 auf der Werft von Cammell-Laird in Birkenhead auf Kiel gelegt, lief am 12. April vom Stapel und wurde erst nach Ende des Weltkriegs am 25. November 1945 in Dienst gestellt. Die Affray und ihre Schwesterschiffe waren zu ihrer Zeit hochmoderne U-Boote. Einige Elemente ihres Entwurfs stammten von erbeuteten deutschen U-Booten. Ihre modulare Bauweise und der vollständig verschweißte Rumpf waren zu dieser Zeit in Großbritannien einzigartig. Für den Einsatz in Fernost waren sie mit leistungsfähigen Klimaanlagen ausgestattet, und alle Unterkünfte befanden sich so weit wie möglich vom Maschinenraum entfernt. Zehn Torpedorohre machten sie und ihre Klasse zu den mit am schwersten bewaffneten U-Booten der Welt. Die Affray wurde als Teil der 3. U-Boot-Flottille zum U-Boot-Tender Montclare in Rothesay geschickt, bevor sie zu den baugleichen Booten Amphion, Astute, Auriga, Aurochs und dem U-Boot-Tender Adamant in der britischen Pazifikflotte stieß. Die folgenden vier Jahre war die Affray auf Reisen und nahm an Übungen auf der ganzen Welt teil, unter anderem in Australien, Singapur, Japan, Marokko, Südafrika, Pearl Harbor und Bergen.

### Umbau
Am 11. März 1949 wurde sie in die Reserve der 5. U-Boot-Flottille versetzt und in das Trockendock gebracht, um dort mit einem Schnorchel nachgerüstet zu werden – einem pneumatisch aufricht- und absenkbaren Stahlrohr, das in senkrechter Stellung zum Ansaugen oder Austauschen von Luft diente. Sobald dieser Mast aufgerichtet war, verriegelte er selbstständig und saugte in Sehrohrtiefe Luft in das U-Boot, sodass das Boot seine Dieselmotoren zum Antrieb und zum Laden der Batterien betreiben konnte, ohne auftauchen zu müssen. Der Schnorchel hatte ein Schwimmerventil, das sich automatisch schloss, wenn das U-Boot unter Periskoptiefe fiel. Das Haupt-Lufteinlassventil in den Druckkörper des U-Bootes befand sich in einem etwa einen halben Meter herausragenden bauchigen Gehäuse. Dieses Gehäuse lag völlig verborgen und war durch den freiflutenden Rumpf geschützt. Der Schnorchel der Affray wurde sowohl für die Belüftung als auch für die Entlüftung konzipiert. Dies wurde später geändert, sodass der Schnorchel nur noch ein Lufteinlass war und der Auslass in den hinteren Bereich des Turms verlegt wurde.
Im Dezember desselben Jahres wurde die Affray ins Mittelmeer geschickt. Während der Tieftauchgänge dort wurde aufgezeichnet, dass sie begann, „wie ein Sieb“ zu lecken und dass die Dieselmotoren Öl verloren. Im Januar 1951 wurde die Affray zum Marinestützpunkt Portsmouth verlegt, um sich der Reservegruppe „G“ anzuschließen. Im März wurde sie aus der Reserve geholt; Lieutenant John Blackburn DSC wurde Kommandant und mit der Aufgabe betraut, sie und die neue Besatzung in Bereitschaft zu versetzen.

### Verlust
Am 16. April 1951 begann die Affray eine Gefechtsübung namens „Exercise Spring Train“ mit einer von 61 auf 50 Mann reduzierten Besatzung. Zu ihnen gesellten sich ein Sergeant, ein Corporal und zwei Marinesoldaten des Special Boat Service, ein Commander (Ingenieur), ein Marineausbilder, sieben Leutnants (schiffstechnische Ingenieure) und 13 Unterleutnants. Die letzten beiden Gruppen durchliefen eine grundlegende Unterwasseroffizierausbildung. So bestand die Besatzung an diesem Tage aus insgesamt 75 Mann. Die Befehle waren ungewöhnlich weit gefasst: Die Marines sollten irgendwo an der Südwestküste Englands abgesetzt werden – der Kommandant teilte der Admiralität mit, er habe sich einen einsamen Strand in Cornwall ausgesucht –, an Land gehen und im Schutz der Dunkelheit zurückkehren. Die Übung sollte wiederholt werden, bis die Affray am 23. April zur Basis zurückkehren sollte, um wichtige Schäden zu reparieren, einschließlich eines Lecks in einem Batterietank. Die Affray verließ ihre Heimatbasis um ca. 16:00 Uhr und nahm um 21:00 Uhr regulär Kontakt auf, um Position, Kurs, Geschwindigkeit usw. zu bestätigen, und gab an, dass sie sich auf den Tauchgang vorbereitete. Das letzte Schiff, das sie an der Oberfläche sah, war der Zerstörer HMS Contest, der an diesem Abend nach Portsmouth zurückkehrte. Während sie aneinander vorbeikamen, grüßten sich die Schiffe durch Seite pfeifen. Als am nächsten Tag ihre 08:00-Uhr-Meldung nicht kam, wurde die Affray als vermisst erklärt und eine sofortige Suche begann.

### Die Suche
Den ganzen Tag über riefen die Küstenstationen die Affray, und der Zerstörer Agincourt führte eine Flotte von Suchschiffen an, die schließlich 24 Schiffe aus vier Nationen umfasste. Die 2. Ausbildungs-Flottille, zu der die Tintagel Castle, die Flint Castle, die Hedingham Castle und das Versuchsschiff Helmsdale mit ASDIC (Sonar) gehörten, verließ Portland. Vor Portland traten die U-Boote Scorcher, Scythian und Sirdar mit großen weißen Flaggen auf, um sie von der vermissten Affray unterscheiden zu können. Die Sirdar lag später sechs Stunden auf Grund, damit sich die ASDIC-Boote mit der Erkennung eines auf Grund liegenden U-Bootes vertraut machen konnten. Das Codewort 'SUBMISS' wurde an alle Schiffe der NATO-Marinen gesendet, um sie über das Fehlen der Affray zu informieren. Alle anderen Boote der Amphion-Klasse wurden bis zum Abschluss der Untersuchung des Vorfalls in den Häfen behalten. Als die Affray vermisst wurde, war dies eine so wichtige Nachricht in Großbritannien, dass die ersten Ereignisse, die zur Sueskrise führen sollten, auf Seite zwei der nationalen Zeitungen verwiesen wurden. In den ersten 48 Stunden wurde fieberhaft gesucht, da davon ausgegangen wurde, dass die Besatzung nicht viel länger überleben würde, wenn sie überhaupt überlebt hatte. Während der Suche hatten zwei der suchenden Schiffe Klopf-Morsezeichen empfangen, die als „Wir sind auf Grund gefangen“ entziffert wurden, was jedoch nicht zum Auffinden des U-Bootes beitrug. Nach drei Tagen wurden allmählich weniger Schiffe eingesetzt und die Suche weniger intensiv betrieben.
In Großbritannien wurde das vermisste U-Boot immer bekannter. Es gab Gerüchte über Meuterei und sogar eine Beschlagnahmung durch die Sowjetunion. In der Zwischenzeit setzte die Royal Navy ihre Suche fort. Während der Suche kam es zu mehreren merkwürdigen Ereignissen. Das seltsamste war ein massives Objekt, das vom Sonar auf Grund gefunden wurde. Das Suchschiff erkannte, dass es aufgrund seiner Größe nicht die Affray gewesen sein konnte, als es einige Tage später zurückkam, um herauszufinden, was es war, war es verschwunden. Ein weiteres seltsames Ereignis war, dass die Frau des Kommandanten von einem der Schwester-U-Boote behauptete, einen Geist in der Uniform eines tropfnassen U-Boot-Offiziers gesehen zu haben, der ihr den Standort des versunkenen U-Bootes mitteilte (diese Position stellte sich später als richtig heraus). Sie erkannte ihn als einen Offizier, der während des Zweiten Weltkriegs gestorben war, also kein Besatzungsmitglied der Affray. Da es im Ärmelkanal so viele Schiffswracks gab (161 wurden gefunden, davon die meisten während des Zweiten Weltkriegs versenkt), dauerte es fast zwei Monate, bis die Affray gefunden wurde.

### Entdeckung
Am 14. Juni machte HMS Loch Insh, die von Anfang an an der Suche beteiligt war, einen Sonarkontakt am äußersten Rand von Hurd’s Deep, einem tiefen Unterwassertal im Ärmelkanal. Es war derselbe Ort, an dem ein Ölteppich gesichtet worden war, als die Affray verschwand, ein Gebiet, das zuvor durchsucht worden war. Die Reclaim traf einige Stunden später, nach einem Anruf des Kapitäns der Loch Insh, ein, der als Ex-U-Boot-Fahrer davon überzeugt war, dass dies die Affray war. Es wurde ein Taucher hinab geschickt, der berichtete, einen lange weiße Reling gesehen zu haben, bevor er von der Strömung mitgerissen wurde. Aufgrund des schlechten Wetters entschied sich die Besatzung für eine Unterwasserkamera, der sie zuvor skeptisch gegenüberstanden. Kaum getaucht, nahm die Kamera als erstes die Buchstaben „YARFFA“ auf - Affray rückwärts. Endlich war sie gefunden worden. Sie lag 27 km nordwestlich von Alderney, viel näher an Frankreich als an England. Sie lag leicht auf der Backbordseite in Richtung Nordosten in 86 Metern Tiefe und rutschte in den nächsten Monaten etwas weiter in Richtung Backbord, wo sie in einem Winkel von etwa 50 Grad zur Ruhe kam. Taucher konnten keine Anzeichen für eine Kollision oder Beschädigung des Rumpfs, der Hülle oder der Brücke finden und es wurde festgestellt, dass das Suchperiskop und der ANF-Radarmast ausgefahren waren, was darauf hinwies, dass sie sich beim Sinken in Periskoptiefe befunden hatte. Der Schnorchel war jedoch gebrochen und lag neben dem U-Boot, an dem er nur noch mit einem dünnen Stück Metall hing. Die Luken inklusive der Mündungsklappen der Torpedorohre waren alle geschlossen, und die beiden Notbojen befanden sich immer noch in ihrem Gehäuse, allerdings hätte man die hintere auch nicht lösen können, weil die Klapp-Holzgitter, unter denen sie lagen, mit Draht verrödelt waren (später wurde festgestellt, dass man dies gemacht hatte, weil sich die Gitter während der Fahrt oft gelöst hatten). Es war offensichtlich, dass niemand versucht hatte, aus dem Boot zu kommen. Der einzige äußere Anhaltspunkt dafür, dass die Besatzung irgendetwas getan hatte, um ihr Dilemma zu beheben, war, dass die vorderen Höhenruder maximal auf „Auftauchen“ gestellt waren. Die Brückentelegraphen befanden sich ebenfalls auf „Stop“. Der Schnorchel war das einzige Teil des U-Bootes, das geborgen wurde, man stellte später fest, dass er fehlerhaft hergestellt wurde. Dies könnte zum Untergang der Affray beigetragen haben (siehe unten).

### Ursache für den Verlust
Es gab viele Theorien, warum das U-Boot gesunken war. Der Schnorchel war gebrochen und lag neben dem Rumpf, so dass zunächst angenommen wurde, dass dieser das U-Boot aufgebrochen und überflutet hatte. Nach einer eingehenden Inspektion des Schnorchels, der keine Anzeichen von Stößen aufwies, wurde angenommen, dass er wahrscheinlich gebrochen war, als das U-Boot auf dem Grund aufschlug (der Schnorchel wurde später geprüft und obwohl Mängel in der Herstellung festgestellt wurden, ergab sich, dass er normalem Gebrauch standgehalten hätte). Eine Batterieexplosion wurde ebenfalls in Erwägung gezogen. Die Royal Navy hatte erstmals versucht, mit einem primitiven radioaktiven Gerät das Innere abzusuchen. Dies lieferte nur minimale Informationen über den inneren Zustand des U-Bootes, aber es schien zu zeigen, dass sich das innere Ventil für den Schnorchel in geöffneter Position befand, was darauf hindeutete, dass mindestens eine Abteilung überflutet worden und ein Teil der Besatzung ertrunken war. Bei diesem Versuch ging versehentlich eine der (erbsengroßen) Röntgenkapseln in der Nähe des U-Bootes verloren. Daraufhin entschied sich die Admiralität gegen weitere Versuche, festzustellen, warum die Affray sank, hauptsächlich aufgrund der verschiedenen Gefahren für Taucher (ein Taucher der Royal Navy verlor sein Leben, als er versuchte, ein anderes gesunkenes U-Boot während der Suche zu identifizieren). Eine neuere Theorie, die von einigen Experten vertreten wurde, geht davon aus, dass der Schnorchel unter die Wasseroberfläche gefallen und das Schwimmerventil verklemmt gewesen sein könnte, oder das Eindringen von Wasser in das U-Boot nicht verhindern konnte. Mit bis zu 13 Tonnen Wasser pro Minute, die in das U-Boot eindringen, könnte dies dazu geführt haben, dass die Affray schnell auf Grund gegangen ist. Mit einer reduzierten Besatzung und den Auszubildenden, die die Arbeiten behinderten, hätte es eine Verzögerung beim Stoppen des Wasserzuflusses gegeben. Bis das Ventil geschlossen oder der Überflutungsraum, in dem sich das Ventil befand, abgedichtet war, war so viel Wasser an Bord, dass selbst das Ausblasen des gesamten Ballastes nicht ausgereicht hätte, um sie wieder an die Oberfläche zu bringen. Wenn auch die Brücke geflutet wäre, wäre niemand am Leben gewesen, um solche Maßnahmen anzuweisen. Es wäre auch möglich, da vielleicht Auszubildende an den Bediengeräten saßen, dass ein Problem mit der Kupplung dazu führte, dass die Affray sogar beschleunigte, bevor sie aufschlug, was einige Teile des U-Bootes außer Funktion setzte, die ihm geholfen hätten, an die Oberfläche zu gelangen.

## Erneut besucht
Fast ein halbes Jahrhundert nach dem Verlust erhielt Innes McCartney, ein erfahrener Trimix-Taucher mit einer Leidenschaft für versunkene U-Boote, die Position der Affray vom Verteidigungsministerium und tauchte zum versunkenen U-Boot. Er berichtete:
Als wir die Führungsleine hinuntergingen, tauchte eine große dunkle Gestalt aus der Dunkelheit auf. Selbst an einem guten Tag am Rande von Hurd’s Deep dringt wenig Umgebungslicht auf 83 Meter vor, und es dauerte eine Weile, bis wir die unverwechselbare Form eines U-Bootes erkannten. Sie ist ein beeindruckender Anblick, liegt fast völlig frei auf hartem Meeresboden und schwebt an manchen Stellen mehr als 10 Meter im Freien. Unsere Beleuchtung zeigte, dass sie jetzt mit Schwämmen und Anemonen bedeckt ist, die in der Dunkelheit willkommene Farbe bieten. Das erste, was mir an dem Wrack auffiel, war seine schiere Größe. Es ist eines der größten U-Boot-Wracks im Ärmelkanal und ein Taucher kann bei einem einzigen Tauchgang nur schwer um es herum schwimmen. Es liegt ein wenig auf der Backbordseite und sein Bug zeigt nach Nordosten. Sie ist nicht sehr stark von Fischernetzen bedeckt, lediglich ein paar Krebskörbe liegen am Rumpf. Das Wrack befindet sich in einem sehr guten Erhaltungszustand, wenn man bedenkt, dass es sich seit 47 Jahren auf dem Meeresboden befindet. Seine Brücke ist mit Sprechrohren, dem Rundblickfernrohr und Funkantennen vollständig intakt. An der Seite des Turms sind die Navigationslichter vorhanden und die Leiter ist noch vorhanden. Die Periskopschäfte stehen stolz aufrecht und sogar die Kabel, die zwischen ihnen verlaufen, sind noch da. Vor dem Turm ist das Vordeck intakt, und die Kanonenabdeckplane ist deutlich sichtbar. Ich wollte unbedingt die Wiege finden, in der sich der Schnorchel befand, als er benutzt wurde. Diese war auf der Backbordseite, achtern des Turms und bei unserem zweiten Tauchgang auf dem Wrack fand ich sie. Die Basis des Schnorchels war noch vorhanden, und der Bereich, in dem der Mast abgebrochen war, war deutlich zu erkennen. Bei einem späteren Besuch im Royal Navy Submarine Museum sah ich die Basis des Mastabschnitts, der gehoben wurde. Sie würden immer noch perfekt zusammenpassen. Die vorderen und hinteren Höhenruder sind noch in Position und die äußeren Torpedorohre am Bug sind ein sehr beeindruckender Anblick. Hinter dem Turm gibt es Hinweise auf die Bergungsversuche der Royal Navy im Jahr 1951. Das Tauchteam entdeckte außer dem fehlenden Schnorchel keine weiteren Schäden am Wrack. Dies steht im Einklang mit den Ergebnissen der Untersuchung der Royal Navy. Es bleibt eine bedeutende und heilsame Erinnerung an unser maritimes Erbe. Nur sehr wenige Taucher in Großbritannien haben die Erfahrung und die Fähigkeit, einen solchen Tauchgang durchzuführen. Dies sollte sicherstellen, dass die Affray für die Nachwelt ungestört bleibt. Sie ist ein Kriegsgrab und die letzte Ruhestätte von 75 Marinesoldaten und dies sollte respektiert werden.
Bis zum heutigen Tag ist die Besatzung im U-Boot am nördlichen Rand von Hurd’s Deep begraben. Seit 2001 wurde die Affray nach dem Protection of Military Remains Act von 1986 zu einer geschützten Stätte erklärt. Um dorthin zu tauchen, benötigt man eine Genehmigung des britischen Verteidigungsministeriums.